# دیوید میچل (نویسنده)
دیوید میچل (انگلیسی: David Mitchell؛ زادهٔ ۱۲ ژانویهٔ ۱۹۶۹)رمان‌نویس بریتانیایی است.
 او هفت رمان نوشته که ۲ جلد از آنها در سال ۲۰۰۱-شبح نوشته و ۲۰۰۴- اطلس ابر نامزد جایزه ادبی من بوکر شده‌اند.

## زندگی‌نامه
میچل در شهر ساوت‌پورت انگلستان به دنیا آمد و در مالورن، ووسترشر بزرگ شد.
در دانشگاه کنت ادبیات انگلیسی خواند و کارشناسی ارشدش را در رشته ادبیات تطبیقی گرفت. وی در ژاپن، ایتالیا و ایرلند زندگی کرده‌است.